# Aconitum wuchagouense
Aconitum wuchagouense är en ranunkelväxtart som beskrevs av Yi Zhi Zhao. Aconitum wuchagouense ingår i släktet stormhattar, och familjen ranunkelväxter. Inga underarter finns listade i Catalogue of Life.